# کوتاه‌سری
کوتاه‌سری (انگلیسی: Brachycephaly) حالتی است که شکل جمجمه کوتاه‌تر از معمول اندازه‌گیری شود. این صفت در برخی از نژادهای سگ و گربه اهلی، به ویژه سگ پاگ و گربه ایرانی، به عنوان یک صفت مطلوب تلقی می‌شود و در سایر گونه‌های جانوری می‌تواند طبیعی یا غیرطبیعی باشد. 
در انسان، اختلال سَری به عنوان سندرم سرصافی شناخته می‌شود و در نتیجه جوش خوردن زودرس درزهای تاجی یا تغییر شکل بیرونی ایجاد می‌شود. درز تاجی مفصل فیبری است که استخوان پیشانی را با دو استخوان آهیانه جمجمه پیوند می‌دهد. استخوان‌های جداری قسمت بالایی و کناره‌های جمجمه را تشکیل می‌دهند. این ویژگی را می‌توان در نشانگان داون مشاهده کرد. 
در انسان‌شناسی، جمعیت‌های انسانی به‌عنوان درازسر (دولیکوسفالیک)، میانه‌سر (مزاتیسفالیک) و کوتاه‌سر (براکی‌سفالیک) دسته‌بندی شده‌آند. سودمندی شاخص جمجمه‌ای از سوی جوزپه سرگی مورد تردید قرار گرفت، او استدلال کرد که ریخت‌شناسی جمجمه وسیله بهتری برای مدل‌سازی اجداد نژادی است.